# Статут Санкт-Петербурга
Статут Санкт-Петербурга (рос. Устав Санкт-Петербурга) — основний закон Санкт-Петербурга, прийнятий Законодавчими Зборами Санкт-Петербурга 14 січня 1998 р.

## Історія
Статут Санкт-Петербурга був розроблений і прийнятий депутатами Законодавчих зборів першого скликання (1994—1998 рр..). Документ був прийнятий при повторному голосуванні кваліфікованою більшістю при мінімально необхідній кількості голосів — 34 з 50 (8 голосів проти та 3-утрималися). Оскільки Статут у цій редакції значно обмежував повноваження Губернатора Санкт-Петербурга і зафіксував певний дисбаланс на користь законодавчої гілки влади , чинний на той час губернатор В. Я. Яковлєв, відмовився його підписувати, що призвело до серйозної політичної кризи. В результаті переговорів і компромісу вже 28 січня 1998 р. було прийнято цілий пакет поправок на користь виконавчої влади.

## Структура
Статут Санкт-Петербурга складається з Преамбули та 12 глав:
- Глава I. Загальні положення
- Глава II. Предмети ведення Санкт-Петербурга
- Глава III. Основи територіального устрою Санкт-Петербурга
- Глава IV. Основи організації державної влади Санкт-Петербурга
- Глава V. Законодавча влада Санкт-Петербурга
- Глава VI. Адміністрація Санкт-Петербурга
- Глава VII. Судова влада Санкт-Петербурга
- Глава VIII. Взаємодія органів державної влади Санкт-Петербурга
- Глава IX. Основи місцевого самоврядування в Санкт-Петербурзі
- Глава X. Участь жителів Санкт-Петербурга у здійсненні влади
- Глава XI. Власність Санкт-Петербурга
- Глава XII. Прикінцеві та перехідні положення[3]